# 15. sydlige breddekreds
Den 15. sydlige breddekreds (eller 15 grader sydlig bredde) er en breddekreds, der ligger 15 grader syd for ækvator. Den løber gennem Atlanterhavet, Afrika, det Indiske Ocean, Australasien, Stillehavet og Sydamerika.